# 1586
1586 (MDLXXXVI) var ett normalår som började en onsdag i den gregorianska kalendern och ett normalår som började en lördag i den julianska kalendern.

## Händelser

### Januari
- 1 januari (NS) – Gregorianska kalendern införs i Polen.[1]

### Maj
- Maj – Örebro artiklar antas som en reaktion på Johan III:s katoliserande tendenser.

### Okänt datum
- Then Swenska Psalmboken från 1567 utges i reviderad upplaga.

## Födda
- 25 januari – Brita Andersdotter (Hök), svensk affärskvinna och bryggare.
- 18 mars – Gabriel Bengtsson Oxenstierna, svensk ämbetsman, riksskattmästare 1634–1645 och riksamiral 1652–1656.
- 20 april – Rosa av Lima, peruansk tertiar inom dominikanorden, jungfru och helgon.
- Jan Wildens, flamländsk målare.

## Avlidna
- 18 januari - Margareta av Parma, ståthållare i Nederländerna.
- 25 januari – Lucas Cranach d.y., tysk målare.
- 8 april – Martin Chemnitz, tysk luthersk teolog.
- 17 oktober – Sir Philip Sidney, engelsk författare.

### Fotnoter
1. ↑  Adoption of the Gregorian calendar